# Sarah Makem
Sarah Makem (18 oktober 1900 – 20 april 1983) was een Ierse zangeres.

## Biografie
Sarah Makem was een inwoonster van Keady, County Armagh, Noord-Ierland en was de vrouw van fiddler Peter Makem, moeder van de muzikanten Tommy Makem en Jack Makem en grootmoeder van kleinzoons Shane Makem, Conor Makem and Rory Makem, (The Makem Brothers). Sarah Makem en haar nicht, Annie Jane Kelly, waren leden van de of Singing Greenes of Keady.
In de jaren vijftig van de twintigste eeuw toerden liederenverzamelaars uit de Verenigde Staten door Ierland op zoek naar uitbreiding van hun liederenschat. Sarah Makem werd ook bezocht door onder anderen Diane Guggenheim Hamilton, Jean Ritchie, Peter Kennedy en Sean O'Boyle om haar liederen te noteren en opnames van haar te maken.

## Repertoire
Sarah Makem verzamelde, zong of componeerde honderden liederen, waaronder:
- As I Roved Out
- Barbara Allen
- Barney Mavourneen
- Blow Ye Winds
- The Butcher Boy
- Caroline and her Young Sailor Bold
- The Cobbler
- The Cot in the Corner
- Derry Gaol
- Dobbin's Flowery Vale
- The Factory Girl
- Farewell My Love, Remember Me
- I Courted a Wee Girl
- John Mitchel
- The Jolly Thresher
- Little Beggarman
- Magpie's Nest
- A Man in Love He Feels No Cold
- Mary of Kilmore
- May Morning Dew
- Month of January (The Forsaken Mother & Child)
- On the Banks of Red Roses
- Our Ship She's Ready to Bear Away
- Robert Burns and his Highland Mary
- A Servant Maid in her Father's Garden
- Willie Reilly
- The Wind That Shakes the Barley

## Discografie
- Ulster Ballad Singer – Sarah Makem
- Field Trip (1954) – Jean Ritchie
- The Lark in the Morning – Liam Clancy and others (1956)
- Best of the Clancy Brothers (1994) – The Clancy Brothers
- Sea Songs & Shanties (1994) – Various Artists
- Traditional Songs of Ireland (1995) – Various Artists
- Ancient Celtic Roots (1996) – Various Artists
- Celtic Mouth Music (1997) – Various Artists
- Irish Voices: The Best in Traditional Singing (1997) – Various Artists
- Celtic Reflections (1998) – Various Artists
- Celtic Voices (1999) – Various Artists
- Who's That at My Bedroom Window (1999) – Various Artists
- Voice of the People, Vol. 6: Come Let Us Buy the License (1999) – Various Artists
- Voice of the People, Vol. 8: A Story I’m Just About to Tell (1999) – Various Artists
- Voice of the People, Vol. 17: It Fell on a Day a Bonny Summer Day (1999) – Various Artists
- Voice of the People: A Selection (2000) – Various Artists